# Piracy shield
Il Piracy Shield (in italiano, Scudo antipirateria) è una piattaforma online italiana gestita dall'Autorità per le garanzie nelle comunicazioni (AGCOM).  
La piattaforma è stata progettata per contrastare la pirateria informatica, in particolare la trasmissione illegale di eventi sportivi, come le partite di calcio. Il sistema consente a operatori accreditati, definiti "segnalatori attendibili", di segnalare indirizzi IP e domini web utilizzati per trasmettere contenuti video di eventi in diretta senza autorizzazione, che poi dovranno essere bloccati dagli Internet service provider entro 30 minuti dalla segnalazione.

## Storia
La legge n. 93 del 24 luglio 2023 ha introdotto l'obbligo per l'Agenzia per la cybersicurezza nazionale e l'Autorità per le garanzie nelle comunicazioni (AGCOM) di sviluppare una tecnologia capace di bloccare rapidamente la trasmissione pirata di eventi sportivi.
Secondo i piani iniziali, la piattaforma avrebbe dovuto entrare in funzione l'8 dicembre 2023, in occasione della trasmissione del match di Serie A tra Juventus e Napoli. Tuttavia, il lancio è stato posticipato a febbraio 2024.

## Funzionamento
La piattaforma è ospitata su Microsoft Azure ed è accessibile dagli operatori accreditati solo attraverso VPN.
Nel corso del 2024, i costi operativi di Piracy Shield sono aumentati rispetto alle previsioni iniziali, passando da 1,9 milioni a 2 milioni di euro, principalmente a causa di spese aggiuntive per applicativi, cloud e VPN.

## Critiche e problematiche
Nonostante gli obiettivi ambiziosi, il sistema Piracy Shield ha incontrato diverse difficoltà operative e critiche da parte di utenti e esperti.
Il 19 ottobre 2024, la piattaforma ha subito un errore che ha comportato il blocco involontario di una Content Delivery Network (CDN) di Google, causando disservizi a servizi di rilevanza internazionale, come Google Drive e YouTube.
In un altro episodio, il 9 dicembre 2024, il blocco ha colpito l'indirizzo IP di una CDN utilizzata da DDay.it, creando disagi per l'accesso al sito web.
Questi incidenti hanno alimentato un dibattito pubblico sull'efficacia della piattaforma. In particolare, la commissaria dell'Autorità per le garanzie nelle comunicazioni (AGCOM), Elisa Giomi, ha avanzato la proposta di sospendere il sistema, definendolo un "fallimento" e sottolineando i rischi associati all'adozione di tale tecnologia, che, a suo parere, comporta difficoltà di gestione e rischi non sostenibili.